# 無頼船長の密謀船
『無頼船長の密謀船』（ぶらいせんちょうのみつぼうせん、原題 TRAPP'S PEACE）は、ブライアン・キャリスンにより、1979年に発表された海洋冒険小説。「無頼船長トラップ」の続編にあたり、第3作に「無頼船長と中東大戦争」がある。

## 物語
第二次世界大戦の終結から三十年余り。相変わらず密輸で小銭を稼いでいたトラップの前に、ザラフィックと名乗るアラブ人が現れる。ザラフィックは、トラップに1つの商談を持ちかけた。それは、ある貨物船に船長として乗船し、積荷を本来の引渡し先以外の相手に売りつけ、その後に船を沈めるという保険金詐欺だった。大金に目が眩んだトラップは、1も2も無くこれを引き受けたのだった。
一方、三十年前にトラップと縁を切った元イギリス海軍大尉のミラーは、まっとうな貨物船の船長として穏やかな日々を送っていたが、ひょんなことから警察に追われる身になり、不幸にもトラップと再会を果たしてしまったために、またもや同じ船に乗り込むことになってしまった。さらに、積荷を狙って中国人ギャングまでもが船に乗り込んでくる始末。
こうして、それぞれの思惑を乗せたまま、貨物船「カマラン号」は出港したのだった……。

## 登場人物
エドワード・トラップカマラン号の船長。金儲けを全てに優先させるが、自分が引き受けた仕事が邪魔されることを何より嫌うなど、律儀な面もある。何種類もの偽造パスポートを持っており、その中には日本のパスポートもあるらしい。ザラフィックとミスター・チャンの両者から積荷の引渡しを求められているが、それに加えて何かをたくらんでいる。
ミラーカマラン号の一等航海士。イギリス海軍を退役後、貨物船の船長まで出世したが、エジプトのポートサイドでトラップと再会を果たしてしまう。そして、そのまま悪夢とも言うべき航海に乗り出すことになる。だが、トラップとの再会の裏には、何か事情がある。
ゴーブルズ・ウイリイカマラン号の甲板員。三十年以上トラップの元で働いている小男。いつも鳥打帽をかぶっており、そのつばにはカミソリが仕込まれている。しかし、とんと度胸が無いため、乱闘などでは慌てふためいてそれを忘れることも。口癖は「俺は、虎ですぜ」だが、全く役に立たない。
ダニエル・スピュウカマラン号の二等航海士。片目のうえに片腕が不自由で、さらに字の読み書きができない上に、2つ以上の物事を同時にできないという船員。殺人容疑2回に、傷害罪は数知れずだが、トラップに言わせると「つき合えばすごくいいやつ」らしい。
マーブッドカマラン号の機関長。苗字はトラップが忘れたために不明。機関車カイロ・フライヤーの機関長を14年やっていたが、何故か今はカマラン号に乗っている。小心者なのか、国の風習なのか、ことあるごとに床にひれ伏しては、機械油で床を汚している。そしてそのたびに、トラップに蹴飛ばされている。
チョーカー・ブライカマラン号の甲板長。暴力的かつ口が悪く、ことあるごとに「ファック、×○□×××！」と叫んでいる。
ザラフィックトラップに保険金詐欺を持ちかけた謎のアラブ人。冷酷な男で、目的のために容赦なく人を殺させる男。
ファデルザラフィックの部下。ザラフィックの命令に忠実に従い、容赦なく人を殺す男。トラップを監視するためにカマラン号に乗り込む。
ミスター・チャン中国人ギャング団のボス。ザラフィックの積荷を狙い、部下をカマラン号に乗り込ませる。アメリカのギャング映画の大ファンで、ハンフリー・ボガートやジェームズ・キャグニーの物真似が得意。